# Brachythele incerta
Brachythele incerta är en spindelart som beskrevs av Anton Ausserer 1871. Brachythele incerta ingår i släktet Brachythele och familjen Nemesiidae.
Artens utbredningsområde är Cypern. Inga underarter finns listade.